# محوطه و گورستان باغ چندار
محوطه و گورستان باغ چندار مربوط به الیمایی - دوره قاجار است و در شهرستان کوهرنگ، بخش بازفت، دهستان بازفت، روستای باغ چندار واقع شده و این اثر در تاریخ ۱۲ شهریور ۱۳۸۶ با شمارهٔ ثبت ۱۹۴۸۷ به‌عنوان یکی از آثار ملی ایران به ثبت رسیده است.